# 埃丽卡·埃伦尼克
埃丽卡·埃伦尼克（英語：Erika Eleniak，1969年9月29日—），美國《花花公子》玩伴女郎，前模特和女演員，以飾演《霹靂游龍》（Baywatch）中的廣為人知。曾主演《ET外星人》。

## 作品
- 《慾望師奶》
- 《絕對零度》
- 《最後之境》
- 《E.T.外星人》
- 《魔鬼戰將》
- 《海灘遊俠》

## 外部連結
- 埃丽卡·埃伦尼克在互联网电影资料库（IMDb）上的資料（英文）